# Gobio occitaniae
Gobio occitaniae és una espècie de peix cipriniforme de la família dels ciprínids.

## Morfologia
Els mascles poden assolir els 12,7 cm de longitud total.

## Distribució geogràfica
Es troba a Occitània (entre el Roine i els Pirineus).